# اومجي
كيم يي ون (هانغل: 김예원) ولدت في 19 أغسطس 1998، تعرف باسم اومجي، مغنية ورابر في فرقة جيفريند.

## حياتها
ولدت في إنتشون، كوريا الجنوبية. فصيلة دمها O ولديها اخ واخت واحدة.
تدربت في شركة سورس ميوزك، ودرست في مدرسة سول للفنون التعبيرية وتخرجت منها في عام 2017 مع شينبي.
في عام 2018, بعد ترسيم فرقة جيفريند في اليابان تم اختيار اومجي لتكون أول عارضة كورية في المجلة اليابانية Popteen.

## الاغاني

### البرامج الغنائية
- 2017 - "One More Time" (برنامج singderella)
- 2017 - "My Ear Candy" (برنامج singderella)
- 2017 - "pheasant" (برنامج ملك الغناء المقنع)
- 2017 - "Where the Wind Rises" (برنامج ملك الغناء المقنع)

### أو اس تي
- The Way" - 2016" (من مسلسل ملك التسوق لوي)

### الحفلات المنفردة
- 2018 - "Twenty-One" للمغنية آي يو (الحفل المنفرد الأول "Season of GFRIEND")

## معلومات عامة
- هي اصغر عضوة في الفرقة.
- اسمها الفني يعني الإبهام.
- ولدت في عائلة غنية، ووالدها هو الرئيس التنفيذي لمجموعة أسنان مشهورة تسمى "Moa Dentist Group".[6]
- لديها نفس يوم الميلاد مع ييرين.
- تتحدث اللغة الإنجليزية بطلاقة.
- معجبة كبيرة بأفلام ديزني.
- تحب تأليف الاغاني.
- تستطيع العزف على البيانو والقيتار والتشيللو.
- رفضت تشانغسوب عضو بي تو بي في برنامج «الرئيس يشاهد».

## روابط خارجية
- اومجي على موقع IMDb (الإنجليزية)
- اومجي على موقع ميوزك برينز (الإنجليزية)
- اومجي على موقع ديسكوغز (الإنجليزية)